# Fornika
Fornika ist das siebte reguläre Studioalbum der Fantastischen Vier. Es wurde am 6. April 2007 bei Columbia Records veröffentlicht.

## Geschichte
Mit dem Album knüpften die Fantastischen Vier an den Vorgänger Viel an. Es wurde zumeist ohne Loops weitgehend live eingespielt. Bei der erfolgreichsten Singleauskopplung „Ernten, was wir säen“ wurde der Hintergrundgesang von der Münchener Freiheit eingesungen. Bei „Was bleibt“ singt erneut, wie auf dem Vorgängeralbum, Max Herre den Refrain. Plattenpapzt produzierte das Interlude „Einsam und zurückgezogen“.

## Rezeption
Das Album erreichte Platz 1 der deutschen Charts. Michael Schuh von laut.de vergab 3 von 5 Sternen. Er schrieb: „Die Platte strahlt insgesamt eine wohltuende Gelassenheit aus, ein paar mitreißende Stellen mehr hätten aber sicher nicht geschadet.“

## Titelliste
Fornika
1. Mehr nehmen – 3:57
2. Ernten, was wir säen – 4:13
3. Einfach sein (feat. Herbert Grönemeyer) – 3:37
4. Yeah Yeah Yeah – 3:47
5. Nikki war nie weg – 4:03
6. Fornika (feat. Günter Amendt) – 5:09
7. Du mich auch – 3:00
8. Mission Ypsilon (Instrumental) – 5:24
9. Ichisichisichisich – 4:11
10. Einsam und zurückgezogen – 2:11
11. Flüchtig – 5:14
12. Du und sie und wir – 3:20
13. Was bleibt (feat. Max Herre) – 5:40

DVD der Premium Edition
1. Road to Fornika, Making-of-Video
2. Ernten, was wir säen, Musikvideo

Kunden des iTunes Music Store erhielten zusätzlich Live-Aufnahmen:

iTunes-Bonus
1. Spießer '94
2. Old School Medley
3. Locker bleiben
4. Geboren